# Versuch einer Forstbotanischen Beschreibung
Versuch einer Forstbotanischen Beschreibung (abreviado Vers. Forstbot. Beschr.) es un libro con ilustraciones y descripciones botánicas que fue escrito por el naturalista alemán Moritz Balthasar Borkhausen y publicado en el año 1790 con el nombre de Versuch einer forstbotanischen Beschreibung der in Hessen - Darmstädter Landen im Freien wachsenden Holzarten (Descripción de los árboles que crecen en Hessen) (1790)